# Daniel Natea
Daniel Natea (* 21. April 1992 in Hermannstadt) ist ein rumänischer Judoka und Samboka. Er war im Judo 2016 Dritter der Europameisterschaften und im Sambo 2019 Europameister.

## Judo-Karriere
Der 2,03 m große Daniel Natea kämpft im Schwergewicht, der Gewichtsklasse über 100 Kilogramm. 2010 war er Fünfter der U20-Weltmeisterschaften. 2013 gewann er bei den Balkanmeisterschaften und war Dritter der U23-Europameisterschaften. 2014 gewann er das Grand-Slam-Turnier in Abu Dhabi und war erneut Dritter der U23-Europameisterschaften. 2015 gewann er die rumänischen Meistertitel im Schwergewicht und in der offenen Klasse, gleiches gelang ihm auch 2016 und 2017. Bei den Europameisterschaften 2016 in Kasan unterlag er im Halbfinale dem Israeli Or Sasson, mit einem Sieg über den Ukrainer Oleksandr Hordijenko gewann Natea eine Bronzemedaille. Bei den Olympischen Spielen 2016 in Rio de Janeiro unterlag Natea in der zweiten Runde dem Usbeken Abdullo Tangriyev. Im Oktober 2016 gewann Natea zum zweiten Mal den Grand Slam von Abu Dhabi.

## Sambo-Karriere
Im Mai 2019 siegte Natea bei den Sambo-Europameisterschaften in Gijon. Er wurde daraufhin von der IJF bis Mai 2021 für Judo-Wettkämpfe gesperrt.